# Китайские резные печати
Китайские резные печати (印章, иньчжан) — традиционные печати, вырезанные из камня или других твёрдых материалов, обычно с иероглифическими надписями. Оттиск такой печати является «подписью» и удостоверяет волеизъявление владельца печати, которым может быть как правитель или государственный чиновник, так и частное лицо. Использовались с глубокой древности (II тысячелетие до н. э.) до XX века. Стали предметами искусства и коллекционирования.

## Возникновение
История китайских печатей (印章) восходит к династии Инь (1562—1027 гг. до н. э.). Тогда гадатели вырезали свои предсказания на панцирях черепах, создавая древнейшие образцы китайской письменности «цзягувэнь». Тогда же китайцы начали вырезать свои имена на домашней утвари и документах (из дерева или бамбука), для того чтобы обозначить принадлежность их к тому или иному хозяину. Потом появилась гравировка персональных имён на кости, нефрите или дереве — собственно то, что сейчас подразумевается под китайскими печатями.
Следует отметить, что возникновение искусства вырезание печати тесно связано с каллиграфией, так как именно каллиграфические шрифты используются для гравировки текстов на печатях. И именно каллиграфические шрифты после были полностью заимствованы резчиками.
Каллиграфия является не только неотъемлемой частью резной печати, как таковой, но и одним из факторов её последующего развития. С развитием каллиграфии изменялась форма резных печатей (так как при появлении новых шрифтов приходилось менять размер самой гравируемой поверхности, чтобы было возможно соблюсти эстетику гравировки), их размер и внешний вид.
В империи Цинь (221—206 гг. до н. э.) печати приобрели те специфические черты, которые стали для них характерны на протяжении всего существования императорского Китая, то есть до 1911 г.
Наряду с живописью, каллиграфией и поэзией, резная печать традиционно считается одним из четырёх уникальных китайских искусств, составляющих культурное наследие Китая. Как и в других странах, печати в Китае использовались как официальными лицами или институтами, так и частными лицами. Начиная с эпохи сражающихся царств (475—221 вв.до н. э.) печать стала непременным атрибутом назначения императором или князем какого-либо чиновника на какой-либо пост. Печать стала олицетворением социального статуса и власти. Частные лица использовали печати для заверения, подписи, утверждения письменных документов, или просто как символ удачи и финансового благополучия, то есть чем искуснее была выгравирована печать и чем дороже был материал, из которого она была изготовлена, тем богаче считался её владелец.
При Цинь печати стали важным свидетельством достоинства человека, его места в государственной иерархии. Размер, материал, сама надпись строго регламентировались. Именно тогда сложились три разряда печатей, получившие каждый своё название: «си» (玺 xǐ) — императорская печать, обычно нефритовая; «инь» (印) — печать владетельных государей и князей, первоначально золотая; «чжан» (章 zhāng) — печать вельмож и генералов. Известно также, что печати были широко распространены в начале эпохи Сражающихся царств в деловой практике, а также как символы власти и социального статуса. На печатях того времени обычно вырезаны имена их владельцев или названия государственных учреждений.
Печати часто носили на поясе, поэтому они должны были быть небольшими и удобными в обращении. Эта популярность печатей побудила учёных империи Сун (宋) (960—1279 гг.) оставлять оттиск своей печати на созданных ими произведениях как доказательство их подлинности. С тех самых пор печати стали составной частью традиционного китайского искусства и со временем — утончённым видом искусства сами по себе. Также коллекционеры нередко ставили свои печати на произведения, которые находились в их владении. Как пишет Одри Ван в своей статье «Печать одобрения»: печать от высокопоставленного или знаменитого коллекционера увеличивает ценность работы.
Так же печати использовались не только в искусстве, но и в политике. Так отдельные чжурчжэньские вожди, вступая с киданьскими или корейскими властями в различные отношения той или иной степени подчинённости, получали от своих покровителей печати, удостоверяющие присвоенное им должностное звание. В «Истории Цзинь» содержится колоритный рассказ, возможно, недостоверный в некоторых деталях, о том, как Угунай собирался принять от Ляо звание цзедуши и печать, а родовые старейшины воспротивились этому. В «Истории Корё» сообщается о том, как некоторые чжурчженьские вожди, желая сменить покровителя, просили обменять свои киданьские печати на корейские. Печати были настолько ценны, что при захвате столицы наряду с императорскими регалиями вывезли в качестве трофеев и некоторые сунские государственные печати, равно как и резчиков печатей.
Самым интересным является то, что печати также являются живым и нетленным отражением развития китайской письменности, так как самые ранние печати — во времена династий Цинь и Хань — резались с использованием — волнистого шрифта чжуань. Поэтому резьбу печатей до сих пор иногда называют ещё чжуанькэ — «резьба волной». По мере развития письменности для печатей использовались новые шрифты. И сейчас печати можно резать практически любым стилем.
Особый статус печатей в Китае также иллюстрирует тот факт, что им отводится особый раздел в музейных экспозициях, а в вузах по всей стране им посвящается особый курс. Китайская Ассоциация граверов выпускает собственные издания, устраивает лекции, семинары и выставки, поддерживающие интерес к этому чисто национальному искусству.

## Разновидности китайских резных печатей
В большинстве своём все печати имеют квадратную форму и разделены на три части. Украшенную область на вершине печати называют рукояткой. Пространство от лицевой части печати до рукоятки называют телом печати, а основание печати, на котором выгравированы иероглифы, называют лицом печати. Название самих печатей может быть связано с их внешним видом, например, большую роль играют их форма и размеры. Несколько хороших примеров таких печатей: «Чуань дай инь» (печать со шнурком), печати «Мать-ребёнок», дай гу инь (печать «Крюк») и шестисторонние печати.
Иероглифы на всех печатях пишутся справа налево и от вершины вниз к основанию. Но также существуют некоторые другие способы расположения иероглифов на печати, например как на печатях «Палиндром».

Печать ханского вана японской страны На
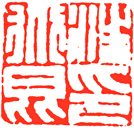
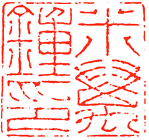
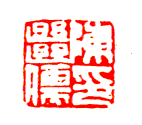
Печать эпохи Мин
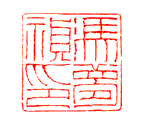
Печать из Поздней Лян

### Печати бай вэнь
Бай вэнь (白文) или глубокая печать  — это печати, на которых иероглифы выгравированы очень глубоко. Эти печати в основном исполнялись из камня или металла. Их также называли инь вэнь (阴文) или инь кэ (阴刻). Для печатей бай вэнь использовалась красная паста, поэтому на оттисках таких печатей, были изображены белые иероглифы на красном фоне.

### Печати чжу вэнь
Чжу вэнь (朱文) или рельефная печать — это печати, выгравированные таким образом, что иероглифы выдаются вперед на фоне остальной лицевой части печати (создают рельеф). Они также называются ян вэнь (阳文) или ян кэ (阳刻). На оттисках таких печатей след оставляют только иероглифы и рамка, остальное пространство печати белое.

### Печати чжу бай инь
Чжу бай инь (朱白印) — это печать в композиции, которой присутствуют как элементы бай вэнь так и элементы чжу вэнь. В основном в таком стиле были выполнены двусторонние печати ханьской эпохи. Иероглифы с меньшим количеством черт обычно выполнялись в стиле бай вэнь, а иероглифы с большим количеством черт выполнялись в стиле чжу вэнь.
Следует отметить, что этот вид печати до сих пор популярен. И многие современные резчики используют его для изготовления печатей.

### Двусторонние печати и печати чуань дай инь
Двусторонние печати 两面印 — одна из форм древних печатей, также называемая чуань дай инь (穿带印). Чуань дай инь — это печать со шнурком. Тело такой печати отличается небольшой шириной, оно имеет отверстие в центре для ленты или шнурка, так как такие печати носили на поясе. В печатях чуань дай инь вершина и основание являются лицевыми частями (рукоятка отсутствует). На одной из лицевых частей обычно писали имена, а на другой псевдонимы или клички. Такая форма была вполне распространена для древних печатей. Наибольшую популярность она получила во время династии Хань.

### Печати «Мать-ребёнок» и «Ножны»
Печать «Мать-ребенок» 子母印 — это печать, состоящая из нескольких (двух и более) больших и маленьких печатей. Печати такого вида чаще всего встречались в ханьскую эпоху и эпоху Шести Династий. Верхушка таких печатей обычно декорирована рукоятью в виде животных, чаще всего черепах. Печать, которая была большего размера называлась «Мать» и её рукоять была исполнена в виде животных женского пола, а тело такой печати было полым. Печать меньшего размера называлась «Ребёнок» и рукоятка такой печати была выполнена в виде детёныша животного. Печать «Ребёнок» помещалась в полое тело печати «Мать», что создавало впечатление материнских объятий. Вот почему составные печати такого рода получили такое специфическое название.
Помимо композиции с двумя разными рукоятками, существовала композиция печати «Мать-ребёнок», при которой рукоять печать «Мать» была выполнена в виде тела животного, а рукоять печати «Ребенок» в виде головы этого животного. Таким образом, когда печати соединялись, образ животного приобретал законченную форму. При династии Хань печати «Мать-ребенок» считались разновидностью печатей «Ножны». Печати такого вида также как и печати «Мать-ребенок» состояли из нескольких печатей, которые собирались в единый элемент.

### Печати дай го инь
Дай гоу инь (带钩印) — печати с крюком. Крюк являлся аксессуаром, который китайцы носили на талии. Обычно его изготовляли из металла, и он имел форму буквы S. Один конец крюка был декорирован в виде головы дракона, а другой в виде тела дракона с большим животом. Фигура дракона стояла на квадратной основе, которая и служила лицевой частью печати. Обычно на ней было выгравировано имя владельца. Такие печати служили в качестве предмета для удостоверения личности хозяина.

### Шестисторонние печати
Шестисторонние печати 六面印 довольно необычные и своеобразные. Они имеют форму куба, на одной из лицевых сторон которого имеется выдающаяся часть, называемая «петлей». Петля представляет собой ещё один маленький куб, на вершине которого имеется одна лицевая сторона, которая служит непосредственно, как печать. А ближе к месту крепления «петли» и большого куба имеется отверстие для шнурка, так что шестисторонние печати можно было носить на поясе. Все стороны большого куба, кроме той, к которой прикреплена «петля», заполнены иероглифами. В итоге такая печать может оставить шесть разных оттисков, в результате чего такая печать и получила своё название.
Была популярна как в Северных, так и в Южных династиях.

### Печати «Палиндром»
Палиндром — это такая разновидность печатей, надписи на которых читаются не справа налево, как принято по стандартам изготовления печатей, а по кругу. Существует множество способов достичь такого эффекта. Самый распространённый из них — это выгравировать иероглифы против часовой стрелки, вместо того чтобы расположить их в две линии. В печатях «Палиндром» иероглифы читаются сначала справа налево, а потом слева направо.

## Список литературы
1. Го Жосюй. Записки о живописи: что видел и слышал. М. Наука, 1978.
2. Завадская Е. В. Эстетические проблемы живописи старого Китая. — М.: Искусство, 1975.
3. Китайская классическая проза, 2 изд., М., 1959
4. М. Е. Кравцова. История искусства Китая. СПб., 2004.
5. М. Е. Кравцова. История культуры Китая. СПб., 2003.
6. С. Н. Соколов-Ремизов. Литература. Каллиграфия. Живопись, 1985.
7. Энциклопедия Духовная культура Китая. Том 3 Литература, 2008.
8. Энциклопедия Духовная культура Китая. Том 6, 2010.
9. «Тайваньская панорама» № 4// Москва, 2008.